# كنيسة ماتياس

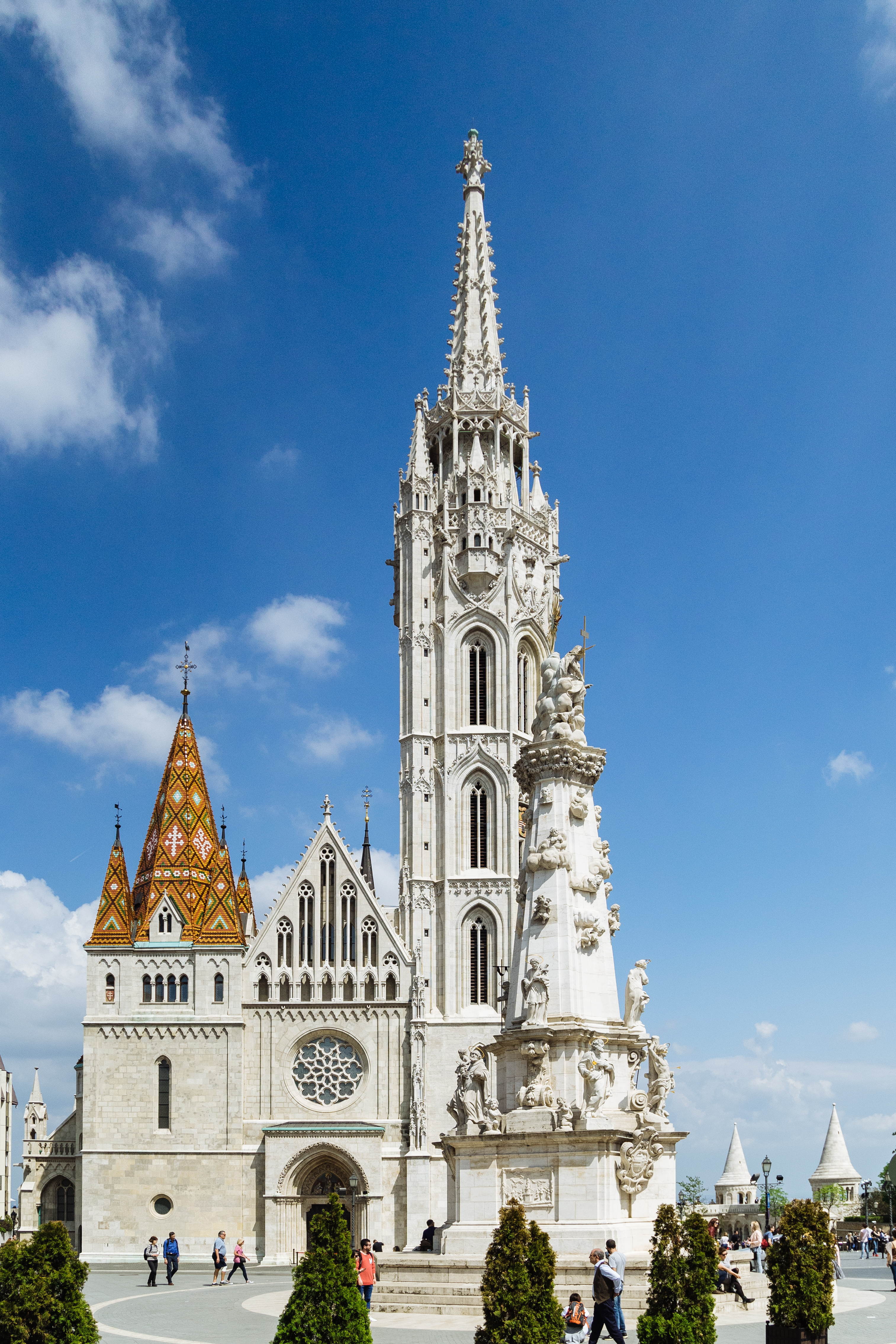
كنيسة ماتياس في منطقة قلعة بودا، بودابست، 2017.

كنيسة انتقال العذراء (بالمجرية: Nagyboldogasszony-templom)‏ أو كنيسة ماتياس (بالمجرية: Mátyás-templom)‏ وهو الاسم الأكثر شيوعًا أو كنيسة تتويج بودا لكنه أقل استخدامًا. هي كنيسة رومانية كاثوليكية تقع في ساحة الثالوث المقدس مقابل حصن الصيادين في قلب منطقة قلعة بودا في بودابست عاصمة المجر. حسب تقاليد الكنيسة يُعتقد أنها بُنيت في الأصل على الطراز الرومانسكي في عام 1015 على الرغم من شح المصادر. شُيد المبنى الحالي على الطراز القوطي المتأخر في النصف الثاني من القرن الرابع عشر كما رُمم بشكل واسع في أواخر القرن التاسع عشر. كانت تعتبر ثاني أكبر كنيسة في بودا وسابع أكبر كنيسة في المملكة المجرية خلال العصور الوسطى. تعتبر الكنيسة مبنى تاريخي ذو تاريخ مهم، حيث تُوِّج اثنان من ملوك المجر داخل أسوارها هما فرانز جوزيف الأول وتشارلز الرابع.

## تاريخ
وفقًا للتقاليد أُسست أول كنيسة في الموقع على يد القديس ستيفن -ملك المجر- في عام 1015، وهذا يعتمد على نقشٍ أُنشئ داخل الكنيسة في عام 1690 وأُحرق في عام 1748، وهو ما تؤكده بعض المراجع السابقة. ومع ذلك لا يوجد دليل واضح على أن التأسيس كان على يد القديس ستيفن. في عام 1241 دُمر المبنى على يد المغول؛ شُيد المبنى الحالي في النصف الأخير من القرن الثالث عشر. سُميت الكنيسة في الأصل مريم العذراء، واتخذت أسماء مثل «كنيسة مريم» و«كنيسة سيدتنا». في القرن التاسع عشر سُميت بكنيسة ماتياس نسبةً للملك ماتياس.
في القرن السادس عشر خلال الغزو العثماني حُولت الكنيسة إلى مسجد وأُطلق عليه اسم بويوك (الكبير) أو إسكي (القديم) أو سليمان خان جامي.